# Castello di Prielau
Il castello di Prielau (Schloss Prielau in tedesco) si trova nell'omonima località del comune austriaco di Maishofen nel Distretto di Zell am See appartenente al Land Salisburghese e la sua storia inizia nel XV secolo.

## Storia

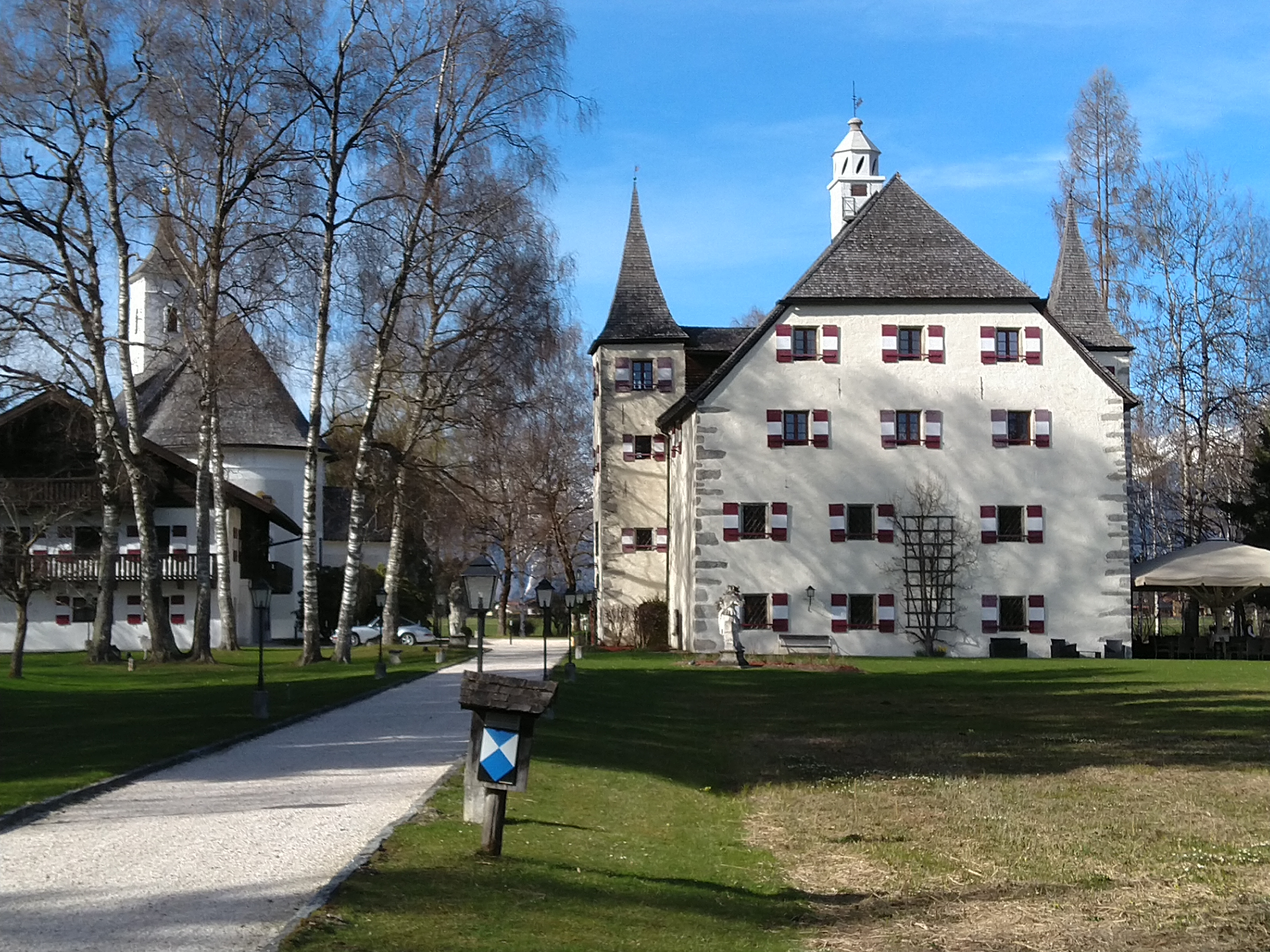
Il castello di Prielau e sullo sfondo a sinistra la cappella dedicata alla Santissima Trinità

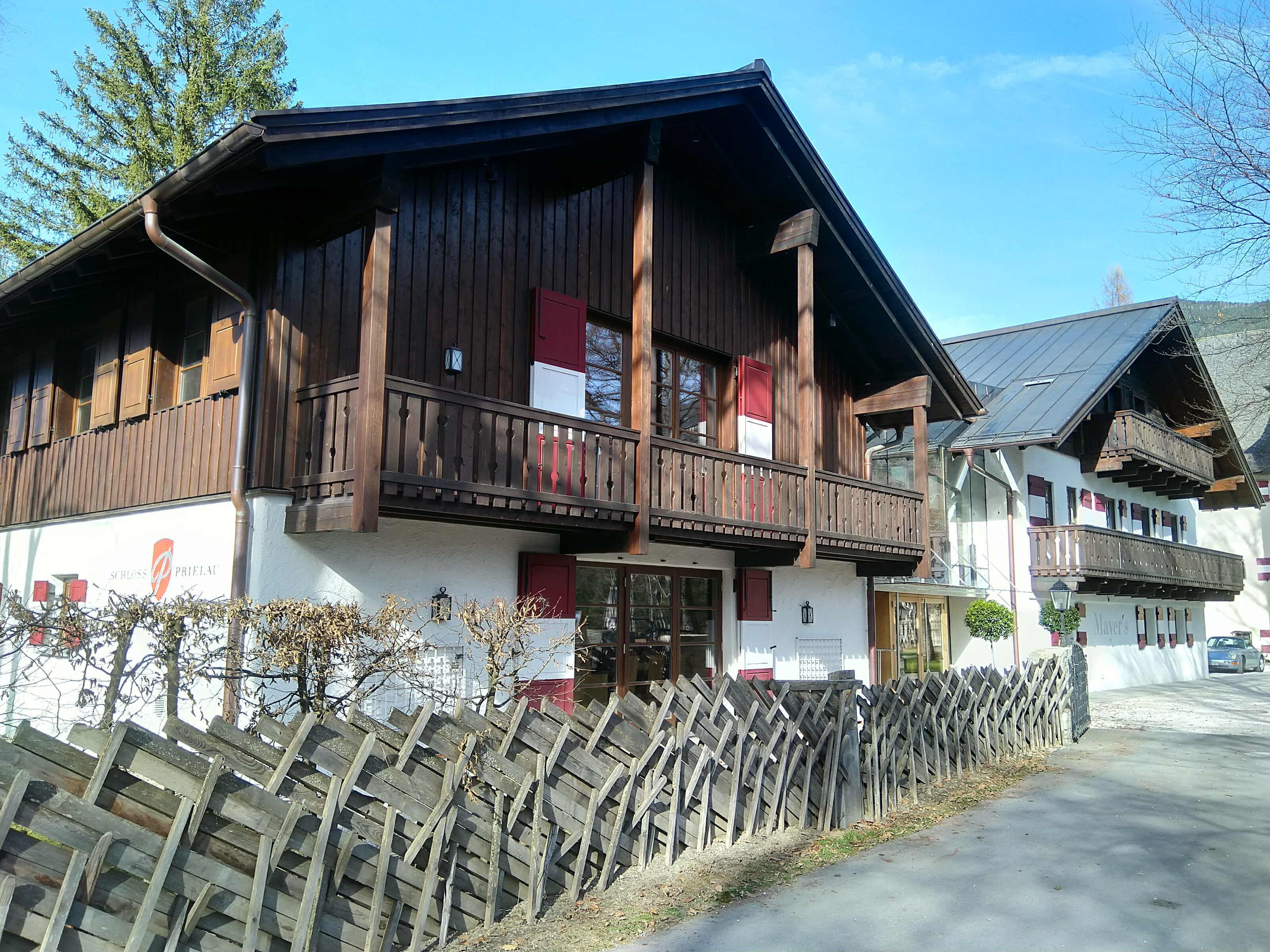
Case adiacenti al castello di Prielau e utilizzate come dépendance

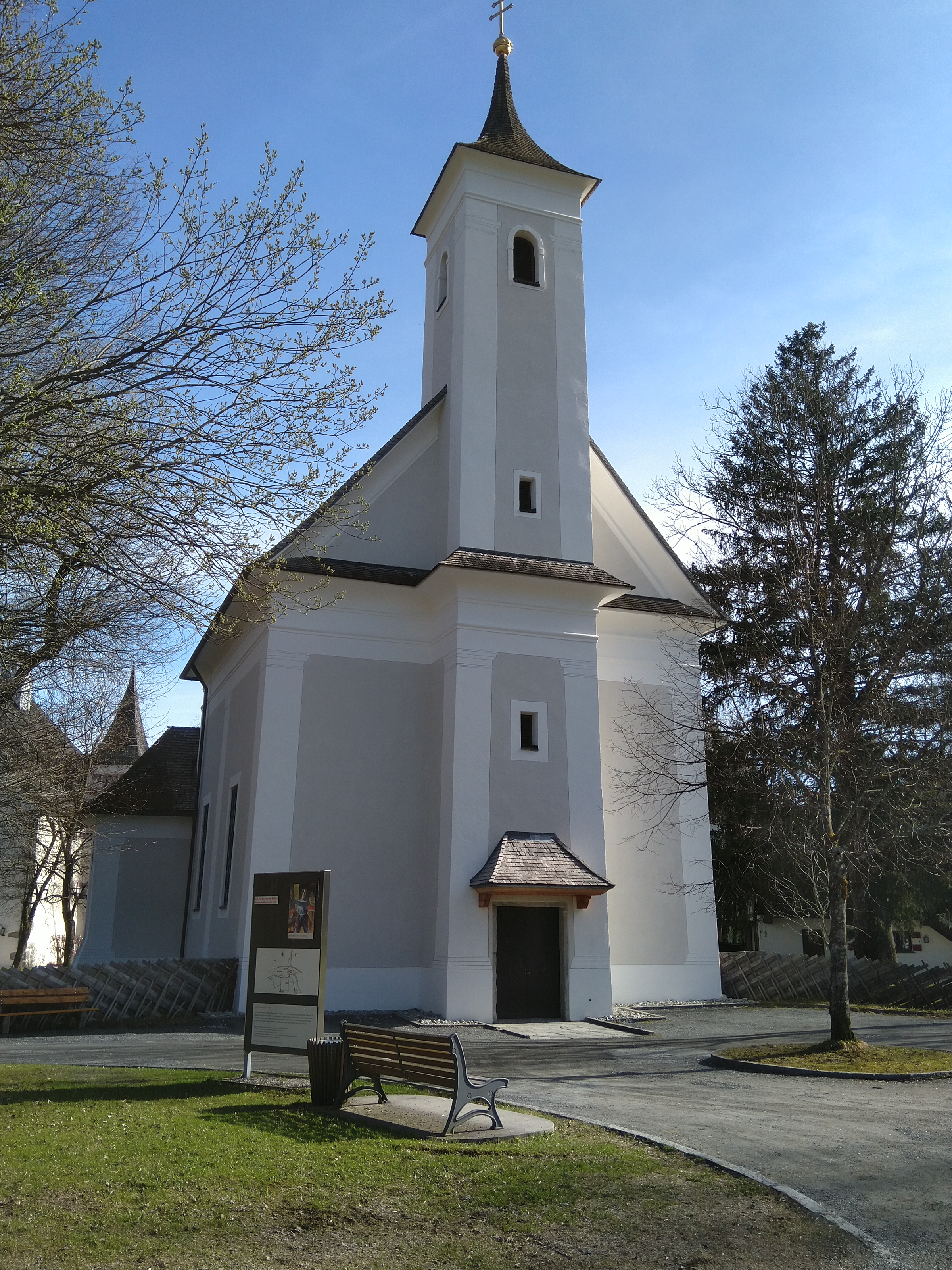
Cappella dedicata alla Santissima Trinità

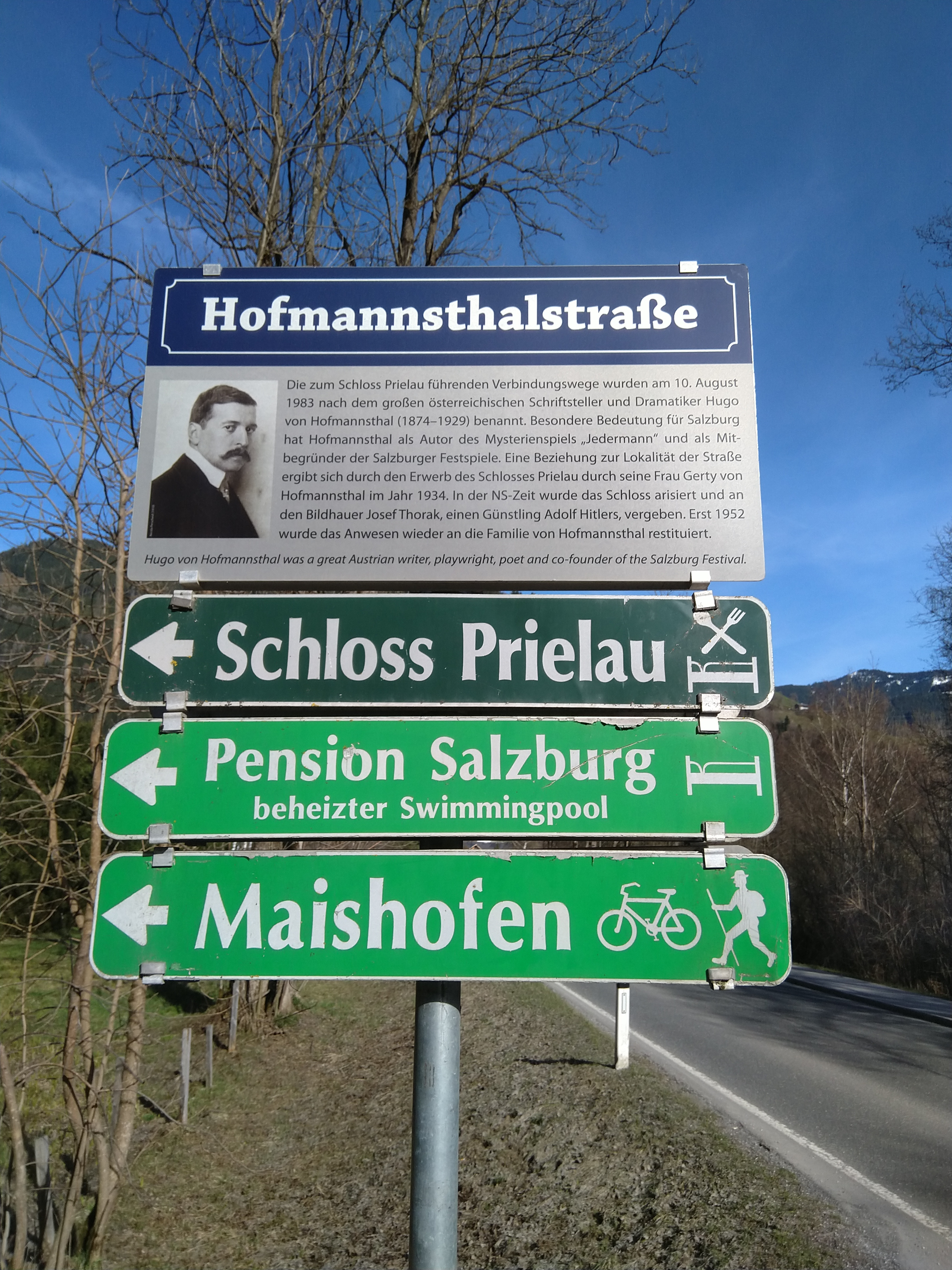
Indicazioni stradali che ricordano la presenza in passato della famiglia di Hugo von Hofmannsthal

Il castello fu menzionato per la prima volta in un documento del 1425 nel quale si citava Christian Glaser zu Prielau. Nel 1466 risultò di proprietà di Polykarp Hunt la cui famiglia, all'epoca, era una delle più importanti del Pinzgau. La residenza venne restaurata e ristrutturata tra il 1560 e il 1565 mentre il proprietario era Hans Christoph Perner von Rettenwörth e in quel periodo assunse l'aspetto che ci è pervenuto. Nel 1577 il proprietario e residente risultò essere il giudice distrettuale di Zell am See e rettore nel Fusch, Caspar Panichner zu Wolckersdorff. La figlia di Panichner, Anna, che era sposata con Christoph von Hirschau, vendette il castello a Dietrich Kuen von Belasy nel 1590 e il castello rimase alla famiglia von Belasy sino al 1722 quando fu venduto al vescovo di Chiemsee Franz Anton Adolf von Wagenberg. Quando morì Sigmund Christoph von Waldburg-Zeil-Trauchburg, che fu anche l'ultimo vescovo della diocesi di Chiemsee e amministratore apostolico di Salisburgo, il castello era già stato venduto all'asta nel 1811. Il nuovo proprietario divenne Franz Neumayr, che aveva affittato anche il vicino castello Kammer a Maishofen e lo acquistò nel 1812. Oltre un secolo più tardi, nel 1932, Gertrude von Hofmannsthal, vedova dello scrittore Hugo von Hofmannsthal che era morto tre anni prima, acquistò il castello e lo fece restaurare. Durante la seconda guerra mondiale, nel 1940, la Gestapo lo confiscò e la famiglia Hofmannsthal fu costretta ad emigrare in Inghilterra. Il castello divenne proprietà diretta del Reich nel 1942 e un anno dopo il Reichsgau di Salisburgo lo cedette allo scultore austriaco Josef Thorak. Nel 1947 la famiglia Hofmannsthal poté riacquistare la proprietà ma non vi si trasferì mai in maniera permanente. Nel 1987 venne acquisito dalla famiglia Porsche che dopo gli interventi di restauro necessari al suo nuovo utilizzo lo trasformò in un piccolo hotel di lusso con ristorante.

## Descrizione
Il castello si trova nella località Prielau del comune austriaco di Maishofen nel Distretto di Zell am See appartenente al Land Salisburghese. È posto all'estremità settentrionale del lago di Zell, è circondato da un grande parco che si estende fino al lago ed è una tipica residenza della zona di Salisburgo. Il nome della località Prielau deriva dalla parola Priel (che indica un torrente spesso in distese fangose, paludi o pianure alluvionali) e descrive la situazione acquitrinosa nella quale si trovavano i prati della zona. L'edificio è di grandi dimensioni, con tre piani con una copertura a padiglione sino all'ultimo restauro con scandole di legno. Sul tetto si trova una piccola torretta e le due facciate principali hanno torri quadrate al loro centro. Sopra l'ingresso nella torre ovest si conserva lo stemma dell'ultimo vescovo di Chiemsee, Sigmund Christoph von Waldburg-Zeil-Trauchburg. Molti arredi risalenti alla proprietà dei baroni di Kuen-Belasy e dei vescovi di Chiemsee sono stati mantenuti. Le sale un tempo di rappresentanza al primo piano sono riccamente decorate e hanno soffitto a cassettoni. Di particolare interesse è la cappella barocca dedicata alla santissima Trinità leggermente discostata, e risalente al 1730. Vi si conserva l'immagine ritenuta miracolosa raffigurante la Santissima Trinità dal castello e molte immagini votive antiche che testimoniano l'importanza della cappella come meta di pellegrinaggio.

### Bene architettonico tutelato
Il castello di Prielau dal 1993 è stato posto sotto tutela dei monumenti da parte della Repubblica austriaca col numero 35435 mentre la sua cappella è tutelata col numero 61264.